# Chien courant finlandais
Le chien courant finlandais ou chien courant finnois est une race de chiens originaire de Finlande. C'est un chien courant de taille moyenne, d'allure forte, à la robe tricolore. Il s'agit d'un chien de chasse employé comme chien courant.

## Historique

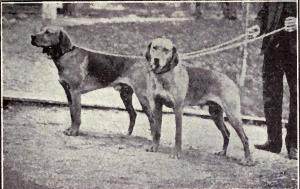
Chiens courants finlandais en 1915.

Le chien courant finlandais est connu dès le XVIIIe siècle. Le développement du chien courant finlandais débute après la création du Kennel Club finnois en 1889. Le premier standard est rédigé en 1932. Cette race est assez connue et appréciée en Finlande, mais reste inconnue en dehors de son berceau d'origine.

## Standard
Le chien courant finlandais est un chien de taille moyenne, d'allure forte sans être lourde. Le dessus est horizontal. La longueur du corps dépasse nettement la hauteur au garrot. Attachée bas, la queue est légèrement courbe et descend jusqu’aux jarrets. Forte à la base, la queue s’amenuise vers son extrémité. Les yeux de grandeur moyenne sont de couleur brun foncé. Les oreilles sont tombantes, le bord antérieur bien contre la tête. 
Le poil de couverture est de longueur moyenne, bien couché, droit, serré et plutôt rude. Le sous-poil est court, serré et doux de texture. La robe est tricolore. Le noir s'étend en manteau. Le feu est intense s'étend sur la tête, les parties inférieures du corps, les épaules, les cuisses et aussi à d’autres endroits sur les membres. Le blanc est habituellement sur la tête, le cou, le poitrail, sur la partie inférieure des membres et à l’extrémité de la queue.

## Caractère
Le standard FCI décrit le chien courant finlandais comme calme, énergique et amical, jamais agressif. C'est un chien qui aime les enfants et au caractère joyeux.

## Utilité

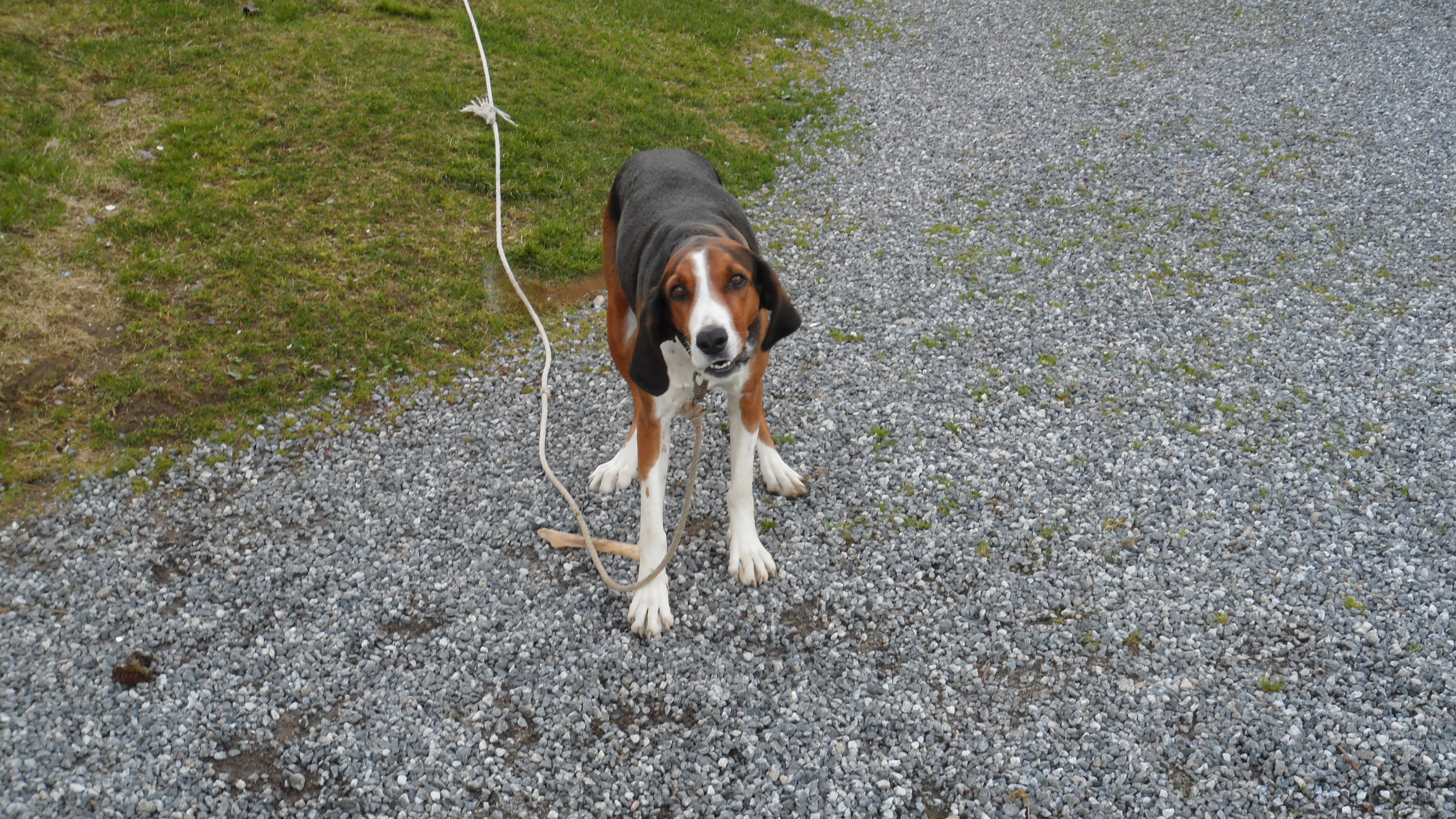
Le chien courant finlandais est un chien de compagnie agréable, qui demande beaucoup d'exercice physique.

Le chien courant Finlandais est un chien de chasse utilisé comme un chien courant pour la chasse au lièvre et au renard. C’est un chien de pistage polyvalent, indépendant et au cri sonore. C'est un chien de compagnie agréable, qui a besoin de beaucoup d'exercice physique.